# Sixt Glockengießer
Sixt Glockengießer, auch Sixtus Glockengieser († 1499), war ein deutscher Buchdrucker, Gastwirt, Kaufmannsdiener und Glockengießer.
Sixt war der Sohn des Nördlinger Glockengießers Christoph Glockengießer. 
Er ging als Diener des Kaufmanns Paul Vischer nach Saragossa. Ungefähr von 1482 bis 1485 betrieb er mit Peter Stipner genannt Unger eine Buchdruckerei in Lyon. Danach war er dort Gastwirt. Seine Enkel Paul und Christoph waren Kantengießer in Nördlingen.